# Calymperopsis
Calymperopsis är ett släkte av bladmossor. Calymperopsis ingår i familjen Calymperaceae.
Kladogram enligt Catalogue of Life:
| Calymperopsis | \| \| Calymperopsis disciformis \| \| \| \| \| \| Calymperopsis vietnamensis \| \| \| \| |
|               | \| \| Calymperopsis disciformis \| \| \| \| \| \| Calymperopsis vietnamensis \| \| \| \| |
|               | Arthrocormus                                                                             |
|               |                                                                                          |
|               | Calymperes                                                                               |
|               |                                                                                          |
|               | Exodictyon                                                                               |
|               |                                                                                          |
|               | Exostratum                                                                               |
|               |                                                                                          |
|               | Leucophanes                                                                              |
|               |                                                                                          |
|               | Mitthyridium                                                                             |
|               |                                                                                          |
|               | Syrrhopodon                                                                              |
|               |                                                                                          |
|               | Thyridium                                                                                |
|               |                                                                                          |
|               | Calymperopsis disciformis                                                                |
|               |                                                                                          |
|               | Calymperopsis vietnamensis                                                               |
|               |                                                                                          |

|  | Calymperopsis disciformis  |
|  |                            |
|  | Calymperopsis vietnamensis |
|  |                            |